# Pure (serie televisiva)
Pure è una serie televisiva inglese basata sull'omonimo libro di Rose Cartwright la cui protagonista è una ragazza di 24 anni affetta da un raro disturbo ossessivo-compulsivo che provoca pensieri ed immagini sessuali, la quale decide di trasferirsi dal suo paese natale in Scozia a Londra per cercare di cambiare vita e capire se stessa e il mondo che la circonda.

## Episodi
| Stagione       | Episodi | Prima TV originale | Prima TV Italia |
| -------------- | ------- | ------------------ | --------------- |
| Prima stagione | 6       | 2019               |                 |

## Accoglienza
La serie è stata presentata in anteprima alla Festa del Cinema di Roma 2020 e disponibile dal 25 novembre 2020 su RaiPlay.
La serie televisiva è stata generalmente accolta in modo positivo grazie specialmente alla modalità con cui vengono trattati alcuni argomenti tra cui il benessere psicologico e la sessualità.
Il quotidiano britannico The Guardian la descrive come "una commedia magistrale sul sesso e la salute mentale", mentre su Rotten Tomatoes riceve un'approvazione dell'80% su 20 recensioni, definendola come una serie che "esplora le complicazioni che comportano le compulsioni, la vergogna, e la lotta per dare un senso a se stessi.